# Luigi Bonaparte
Luigi Bonaparte, dopo l'avvento al trono noto anche col nome di Luigi Napoleone (Ajaccio, 2 settembre 1778 – Livorno, 25 luglio 1846), fu re d'Olanda (1806-1810), fratello minore dell'imperatore Napoleone Bonaparte e padre di Napoleone III, ultimo monarca di Francia.

## Biografia

### I primi anni e la scalata militare al seguito di Napoleone

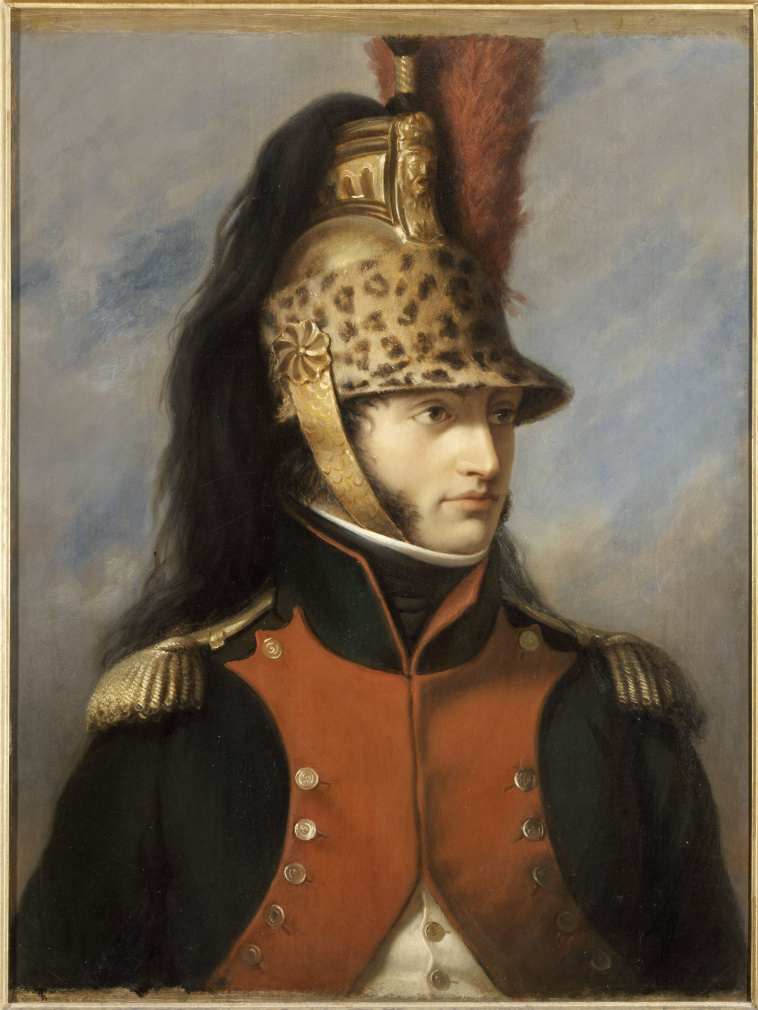
Luigi Bonaparte in uniforme da colonnello del 5º reggimento di dragoni

Figlio di Carlo Maria Bonaparte e di Letizia Ramolino, era fratello minore di Napoleone I, Giuseppe Bonaparte, Luciano Bonaparte ed Elisa Bonaparte, mentre era fratello maggiore di Paolina Bonaparte, Carolina Bonaparte e Girolamo Bonaparte.
La precoce carriera di Luigi nell'esercito francese venne decisa dalle favorevoli sorti del fratello Napoleone che gli chiese di prestare servizio con lui in Egitto, venendo promosso poco dopo tenente del 4º reggimento di artiglieria, divenendo quindi aiutante di campo dello staff del generale Bonaparte. Napoleone, durante la sua campagna in Italia, raccomandò Luigi al generale Carnot, e poco dopo questi venne nominato capitano. All'età di soli 25 anni divenne generale.
Al suo ritorno in Francia, Luigi venne coinvolto dal fratello nel suo tentativo di rovesciare il Direttorio. Quando Napoleone venne nominato primo console di Francia, nel 1802, dietro pressioni del fratello, Luigi sposò Ortensia di Beauharnais, figlia di primo letto della cognata Giuseppina Tascher de La Pagerie e di Alexandre de Beauharnais Tale matrimonio non fu tra i più felici anche perché la stessa Hortense, oppostasi in un primo tempo al matrimonio con il fratello del suo patrigno, venne in seguito persuasa dalla madre ad agire in tal senso per il bene della famiglia e per fortificare l'unione coi Bonaparte.

### Il governo dei Paesi Bassi (1806-1810)

#### Il regno d'Olanda e degli olandesi

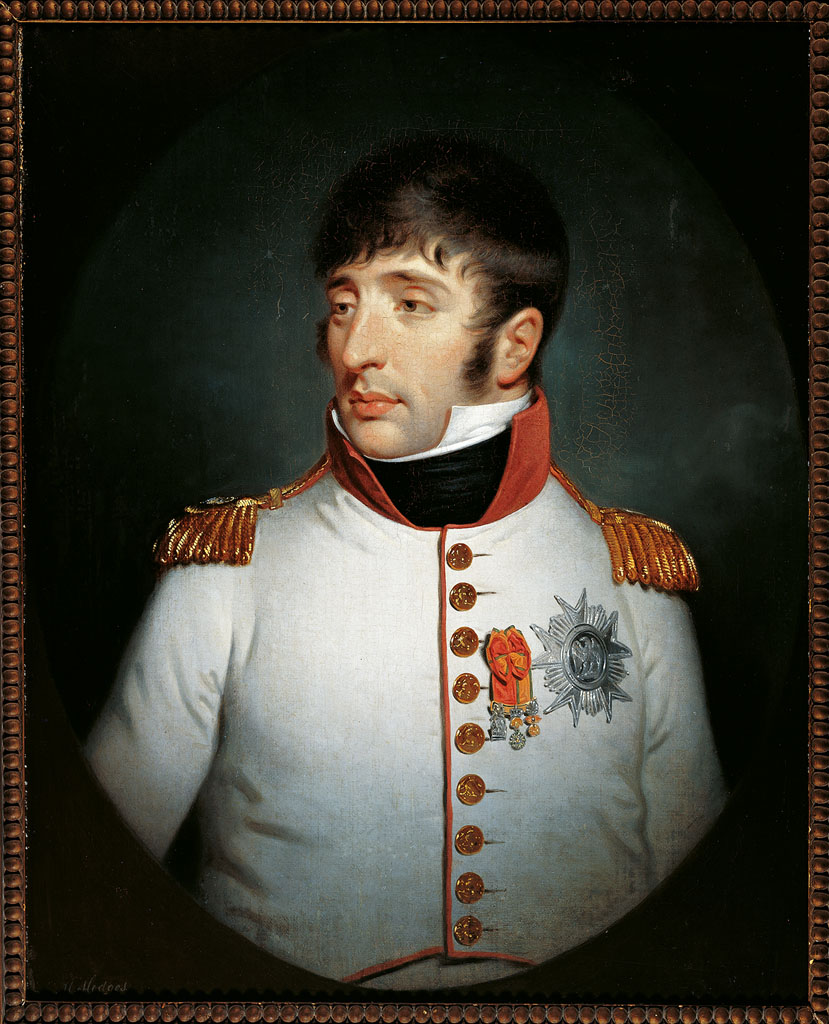
Ritratto di Luigi Bonaparte, re d'Olanda.

Sentendo che la Repubblica Batava si era dimostrata troppo indipendente dalle direttive dettate a lei dalla Francia dopo la Rivoluzione, Napoleone la rimpiazzò con il Regno d'Olanda il 5 giugno 1806 e pose suo fratello Luigi sul trono. Il Regno d'Olanda, a dispetto del nome, non copriva la sola Olanda ma buona parte degli attuali Paesi Bassi e la Frisia orientale, parte dell'attuale Germania. Napoleone aveva inteso tale posizione ricoperta dal fratello equiparabile a quella di un prefetto del governo francese nei Paesi Bassi (anche se, nel Memoriale di Sant'Elena, Napoleone sostenne che fosse lui ad essersi ridotto a ciò), ma Luigi non si fece scappare invece l'occasione per governare saldamente il territorio ora che aveva la possibilità di ricoprire una carica di prestigio e che gli consentiva di poter agire con una buona dose di autonomia rispetto al governo del fratello imperatore. Nel tentativo di farsi compiacere dal popolo, iniziò a studiare olandese col poeta di corte e scrittore Willem Bilderdijk e venne proclamato sovrano col nome di Lodewijk I (adottando quindi la forma olandese del suo nome). Questi fatti gli attirarono la simpatia di molti dei suoi sudditi, ancor più quando impose a tutti i funzionari della sua corte (molti dei quali gli erano stati inviati direttamente dal fratello Napoleone dalla Francia) di parlare unicamente l'olandese e di rinunciare alla loro cittadinanza francese.

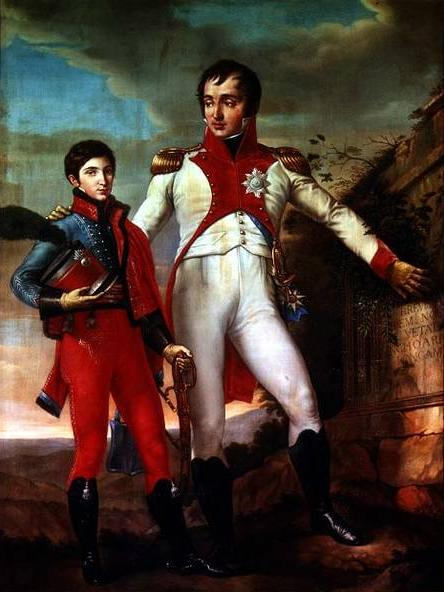
Luigi I d'Olanda col figlio primogenito

Luigi pensò anche di spostare la capitale, dapprima ad Amsterdam, poi all'Aia, poi a Rotterdam e in altri luoghi. Questi continui cambiamenti però irritavano non solo i cortigiani costretti a seguire il sovrano ovunque si trovasse, ma fecero sì che numerosi corpi diplomatici europei inviassero missive a Napoleone Bonaparte perché chiedesse al fratello di prendere infine una residenza definitiva dove poter intrattenere rapporti continuativi con lo Stato olandese. Questa sua renitenza a rimanere in un posto per più di un certo periodo è stata da molti vista come un chiaro sintomo dei problemi mentali che dall'inizio del secolo affollavano la mente di Luigi, mentre da altri questo fatto è stato visto come un tentativo di mascherare pubblicamente la sua omosessualità o bisessualità.
La moglie Hortense decise di crescere i due figli avuto col marito a Parigi mentre Luigi si trovava in Olanda. Nel 1806 fu però Luigi a chiedere che i suoi figli venissero ad abitare con lui in Olanda come principi di quel paese, ma Hortense si oppose credendo che cedendo a questa richiesta non avrebbe più rivisto i figli in Francia. Quando Luigi si appellò all'aiuto del fratello Napoleone, questi si schierò con Hortense. Napoleone allevò i ragazzi alla sua corte e giunse a nominarli suoi eredi prima della nascita del proprio figlio.
Durante il regno di Luigi in Olanda si verificarono due tragedie di rilievo: l'esplosione di una nave cargo riempita di polvere da sparo nel cuore della città di Leida nel 1807 e l'allagamento dell'Olanda nel 1809. In entrambi i casi, Luigi personalmente si recò sul posto e cercò con ogni mezzo di rendersi utile, facendogli guadagnare l'appellativo di Luigi il Buono.
Comandò l'armata che costituiva, insieme alle truppe del generale Motier, la copertura occidentale della Grande Armée nella campagna del 1806 contro la Prussia.

#### Un sovrano senza oppositori

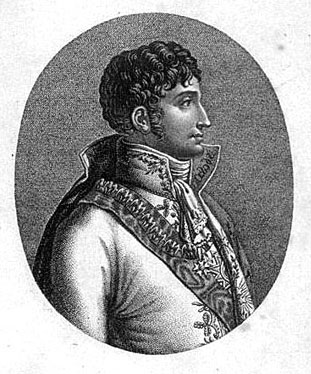
Luigi I d'Olanda in una litografia d'epoca

Al suo arrivo nei Paesi Bassi, Luigi avrebbe potuto sperimentare come i suoi fratelli Napoleone e Giuseppe una strenua opposizione ad un governo fondamentalmente imposto, ma così non fu. I Paesi Bassi, che pure provenivano da una tradizione repubblicana, erano stati improvvisamente trasformati in una monarchia e più volte i patrioti si erano schierati a favore della repubblica quando anche gli statolder avevano cercato in passato a più riprese di ergersi a sovrani. All'ingresso di Luigi all'Aia, la folla fu invece entusiasta o curiosa, ma non ostile; circolarono solo pochi volantini che incitavano alla protesta e alla rivolta. Le ragioni di questa mancanza di opposizione possono essere differenti:
- Fino alla Rivoluzione batava, le Province Unite erano state una repubblica per così dire "ereditaria" dal momento che gli statolder detenevano il potere nelle loro mani con l'approvazione degli Stati Generali, chiamando di volta in volta i figli primogeniti a succedergli come "protettori della repubblica". L'ultimo statolder, Guglielmo V, aveva inoltre governato praticamente come un monarca;
- Gli olandesi vedevano in Luigi la possibilità di acquietare i turbolenti animi rivoluzionari portando da un lato la fine della guerra e dell'altro il ritorno della prosperità;
- Pur sotto l'egida di Napoleone, il paese continuò a rimanere nominalmente indipendente, mantenendo le proprie leggi e la propria religione. La presenza di Luigi inoltre avrebbe mantenuto l'unità del paese ed impedito quindi che l'Olanda venisse annessa dalla Francia.
- Il re subito dimostrò grande interesse nel suo nuovo regno, voleva sapere tutto sulla sua nuova patria e ordinò molte riforme per lo sviluppo delle scienze, delle arti, dell'agricoltura, della religione, del commercio, della finanza, proponendo il merito e la moralità delle persone come metro di giudizio per il loro operato.

Quello che Luigi temeva sopra ogni altra cosa è di essere percepito come un sovrano imposto dall'esterno ed è per questo che al suo discorso d'incoronazione disse "Anche se sono nato in Francia, ho promesso di proteggere gli interessi dei miei sudditi", idea che egli condivideva col fratello Napoleone e che lo legittimò col suo popolo. Questa nuova idea di sovranità era chiaramente derivata dall'esperienza della Rivoluzione Francese dove il consenso popolare era stato fondamentale per lo sviluppo degli eventi ed aveva a sua volta decretato la fine del governo di stile ancien régime di Luigi XVI.

### L'abdicazione e l'esilio

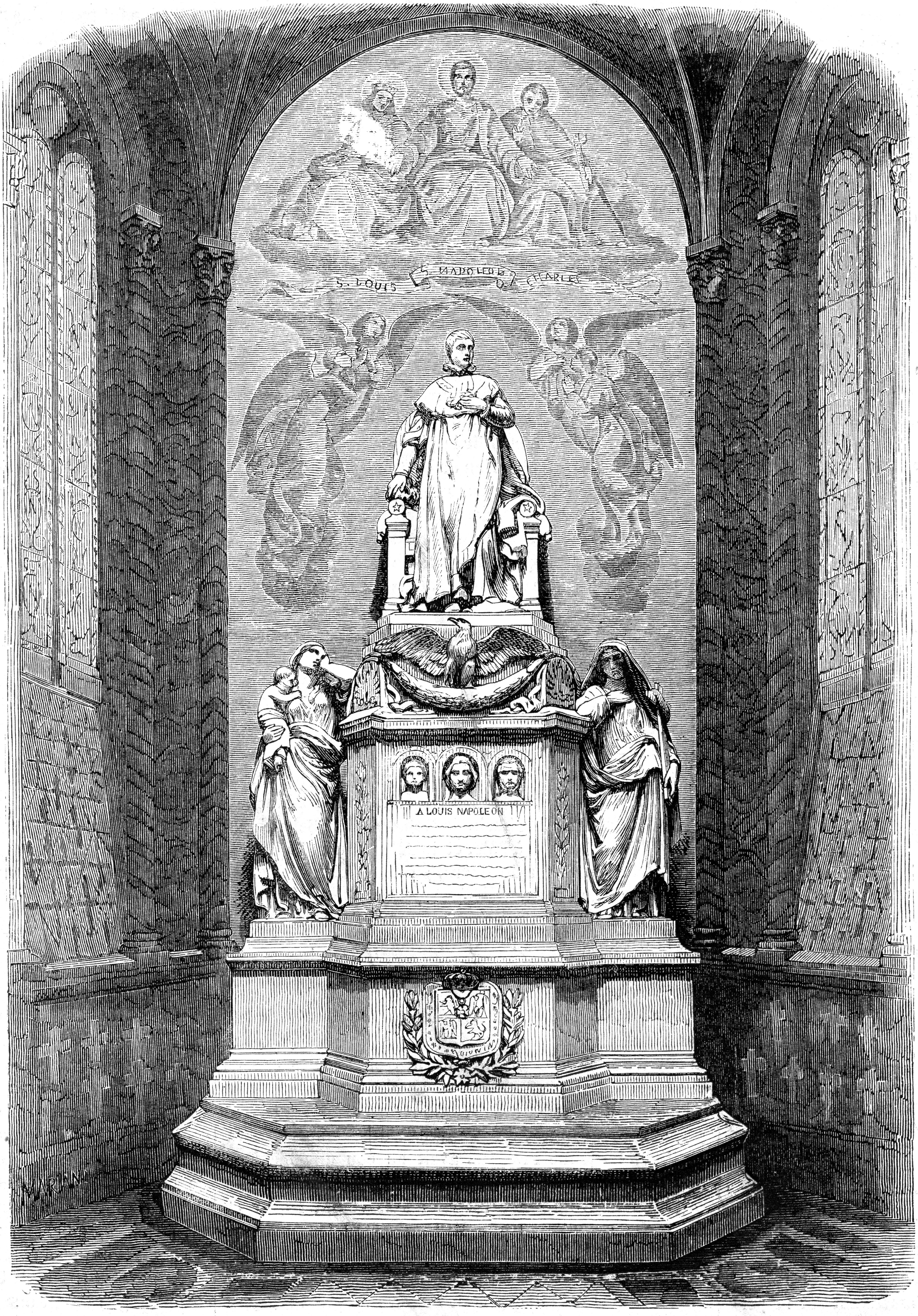
Monumento a Luigi Bonaparte nella chiesa francese di Saint-Leu-la-Forêt dove venne trasportato dal figlio Napoleone III nel 1862.

Nel 1810 abdicò in favore del figlio Napoleone Luigi, essendo venuto in forte contrasto con il fratello Napoleone I, che non tollerava il suo atteggiamento di indipendenza. Due furono i motivi principali del dissidio con il fratello Imperatore: la ritrosia di Luigi ad adottare anche per il Regno d'Olanda la coscrizione obbligatoria ed il rifiuto di aderire al Blocco continentale proclamato da Napoleone contro l'Inghilterra. Questo rifiuto è più che comprensibile se si pensa che l'economia del paese si basava principalmente sui traffici via mare e non poteva perciò permettersi di inimicarsi la principale potenza navale del tempo, né di rinunciare al commercio marittimo.
Dopo l'abdicazione, Luigi fuggì in Austria dove l'imperatore Francesco I gli aveva offerto asilo. Subito dopo il Regno d'Olanda fu, però, invaso da Napoleone ed annesso all'Impero francese. Dal 1811 al 1813, soggiornò a Graz dove si dedicò all'attività di scrittore e poeta. Luigi scrisse al fratello Napoleone dopo la sconfitta di quest'ultimo in Russia per chiedergli di essere reintegrato al trono olandese, ma Napoleone rifiutò. Del resto anche le richieste che inviò di poter visitare i Paesi Bassi gli vennero negate numerose volte anche dal nuovo sovrano Guglielmo I, mentre il successore di questi Guglielmo II si dimostrò maggiormente accondiscendente e consentì al Bonaparte di tornare nella sua ex patria nel 1840. Pur viaggiando in Olanda sotto falso nome, molte furono le persone che lo riconobbero e gli dimostrarono ancora affetto e venerazione per il buon governo mantenuto nei suoi seppur pochi anni di reggenza.
Dopo la morte del fratello maggiore Giuseppe nel 1844, Luigi venne visto dai bonapartisti come il legittimo successore alla pretesa per la carica di imperatore dei francesi.
Fu membro della Massoneria.
Morì a Livorno, dove soggiornava in un albergo nel quartiere San Marco; le esequie si tennero nella vicina chiesa di Santa Caterina e quindi il corpo fu trasportato in Francia, a Saint-Leu-la-Forêt dove aveva una proprietà.

## Discendenza

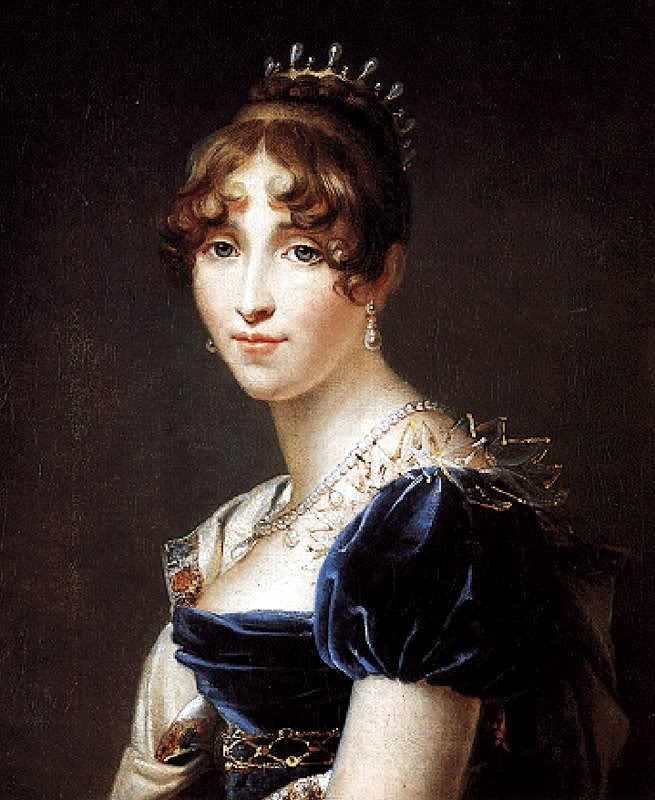
Hortense de Beauharnais, moglie e nipote acquisita di Luigi Bonaparte

Luigi Bonaparte sposò nel 1802 Ortensia di Beauharnais (1783 - 1837), figlia di Alexandre de Beauharnais e di Giuseppina, prima moglie di Napoleone. Quando il marito venne proclamato sovrano d'Olanda, Hortense decise che non sarebbe rimasta a lungo con il marito e tornò in Francia per conto proprio, iniziando una separazione de facto dal marito. La coppia ebbe comunque tre figli:
- Napoleone Carlo (1802 – 1807), morto infante;
- Napoleone Luigi (1804 – 1831), Luigi II d'Olanda e Granduca di Berg dal 1808 (ricevette il titolo dallo zio Gioacchino Murat quando questi divenne re di Napoli) fino al 1813. Sposò la cugina prima Carlotta Bonaparte, figlia dello zio Giuseppe. Affiliato alla carboneria, morì a Forlì combattendo contro le truppe austro-pontificie;
- Carlo Luigi Napoleone, (1808 – 1873), che diventerà nel 1852 imperatore dei francesi con il nome di Napoleone III.

Luigi ebbe anche un figlio naturale con l'amante Jeanne Bliss Roland:
- Luigi, conte di Castelvecchio (1826-1869), sposò nel 1847, Elise Etreillis Pasteur (1826-1894) ed ebbe discendenza.

## Ascendenza
|                                                  |                            |                                | Genitori                         |  |  | Nonni |  |  | Bisnonni                                  |  |  | Trisnonni                         |  |
|                                                  |                            |                                |                                  |  |  |       |  |  | Sebastiano Nicola Buonaparte (1683 -1703) |  |  | Giuseppe Buonaparte (1663 – 1703) |  |
|                                                  |                            |                                |                                  |  |  |       |  |  | Sebastiano Nicola Buonaparte (1683 -1703) |  |  | Giuseppe Buonaparte (1663 – 1703) |  |
|                                                  |                            | Maria Bozzi (1668 c. – 1704)   |                                  |  |  |       |  |  | Sebastiano Nicola Buonaparte (1683 -1703) |  |  |                                   |  |
| Giuseppe Maria Buonaparte (1713 - 1763)          |                            |                                |                                  |  |  |       |  |  | Sebastiano Nicola Buonaparte (1683 -1703) |  |  |                                   |  |
|                                                  |                            | Maria Anna Tusoli di Bocagnano | Carlo Tusoli di Bocagnano        |  |  |       |  |  |                                           |  |  |                                   |  |
|                                                  |                            | Maria Anna Tusoli di Bocagnano | Carlo Tusoli di Bocagnano        |  |  |       |  |  |                                           |  |  |                                   |  |
|                                                  |                            | Maria Anna Tusoli di Bocagnano | Isabella                         |  |  |       |  |  |                                           |  |  |                                   |  |
| Carlo Maria Buonaparte (1746 - 1785)             |                            | Maria Anna Tusoli di Bocagnano |                                  |  |  |       |  |  |                                           |  |  |                                   |  |
|                                                  |                            | Giuseppe Maria Paravicini      | Francesco Maria Paravicini       |  |  |       |  |  |                                           |  |  |                                   |  |
|                                                  |                            | Giuseppe Maria Paravicini      | Francesco Maria Paravicini       |  |  |       |  |  |                                           |  |  |                                   |  |
|                                                  |                            | Giuseppe Maria Paravicini      | …                                |  |  |       |  |  |                                           |  |  |                                   |  |
| Maria Saveria Paravicini (1715 - prima del 1750) |                            | Giuseppe Maria Paravicini      |                                  |  |  |       |  |  |                                           |  |  |                                   |  |
|                                                  |                            | Maria Angela Salineri          | Angelo Agostino Salineri         |  |  |       |  |  |                                           |  |  |                                   |  |
|                                                  |                            | Maria Angela Salineri          | Angelo Agostino Salineri         |  |  |       |  |  |                                           |  |  |                                   |  |
|                                                  |                            | Maria Angela Salineri          | Francetta Merezano               |  |  |       |  |  |                                           |  |  |                                   |  |
| Luigi Bonaparte (1778 - 1846)                    |                            | Maria Angela Salineri          |                                  |  |  |       |  |  |                                           |  |  |                                   |  |
|                                                  | Giovanni Agostino Ramolino | Giovanni Girolamo Ramolino     |                                  |  |  |       |  |  |                                           |  |  |                                   |  |
|                                                  | Giovanni Agostino Ramolino | Giovanni Girolamo Ramolino     |                                  |  |  |       |  |  |                                           |  |  |                                   |  |
|                                                  | Giovanni Agostino Ramolino | Maria Letizia Boggiani         |                                  |  |  |       |  |  |                                           |  |  |                                   |  |
| Giovanni Geronimo Ramolino (1723 - 1755)         | Giovanni Agostino Ramolino |                                |                                  |  |  |       |  |  |                                           |  |  |                                   |  |
|                                                  |                            | Angela Maria Peri              | Andrea Peri                      |  |  |       |  |  |                                           |  |  |                                   |  |
|                                                  |                            | Angela Maria Peri              | Andrea Peri                      |  |  |       |  |  |                                           |  |  |                                   |  |
|                                                  |                            | Angela Maria Peri              | Maria Maddalena Colonna d'Istria |  |  |       |  |  |                                           |  |  |                                   |  |
| Letizia Ramolino (1750 - 1836)                   |                            | Angela Maria Peri              |                                  |  |  |       |  |  |                                           |  |  |                                   |  |
|                                                  |                            | Giuseppe Maria Pietrasanta     | Giovanni Antonio Pietrasanta     |  |  |       |  |  |                                           |  |  |                                   |  |
|                                                  |                            | Giuseppe Maria Pietrasanta     | Giovanni Antonio Pietrasanta     |  |  |       |  |  |                                           |  |  |                                   |  |
|                                                  |                            | Giuseppe Maria Pietrasanta     | Paola Brigida Sorba              |  |  |       |  |  |                                           |  |  |                                   |  |
| Angela Maria Pietrasanta (1725 - 1790)           |                            | Giuseppe Maria Pietrasanta     |                                  |  |  |       |  |  |                                           |  |  |                                   |  |
|                                                  |                            | Maria Giuseppa Malerba         | Ignazio Malerba                  |  |  |       |  |  |                                           |  |  |                                   |  |
|                                                  |                            | Maria Giuseppa Malerba         | Ignazio Malerba                  |  |  |       |  |  |                                           |  |  |                                   |  |
|                                                  |                            | Maria Giuseppa Malerba         | …                                |  |  |       |  |  |                                           |  |  |                                   |  |
|                                                  |                            | Maria Giuseppa Malerba         |                                  |  |  |       |  |  |                                           |  |  |                                   |  |